# Kryždirbystė
Kryždirbystė (litvanski za „križoobrt”) je litvanski tradicijski obrt pravljenja križeva koji je važna odlika litvanskih katolika, ali koja na ovim prostorima datira još iz vremena prije kršćanstva kada su podizani poganski stupovi u čast svetog drva života., povezani sa žetvenim slavljima. Naime, nakon što ga posveti svećenik, križ od hrastovine za vjernike postaje svetinja.
Križevi imaju visinu od 1 do 5 metara i često su ukrašeni malim krovom, te cvjetnim ili geometrijskim ukrasima, te ponekad i malim skulpturama. Kipovima Gospe i raznih svetaca na križevima su često bile upućene molitve za pomoć ili plodnost, za što su pod njima ostavljani razni prilozi poput hrane, krunica, novca ili šarenih marama (npr. za vjenčanje) ili krpa. Križevi su postavljani uz ceste, na ulaze u sela i u blizini spomenika na grobljima. Ta mjesta bi postala važna sastajališta u selu i simbol zajedništva zajednice, kao što je hodočasničko mjesto sjeverno od grada Šiauliaija, poznato kao Brdo križeva (slika desno).
Kao izraz litvanske kulture, litvanski obrt prabljenja križeva, zajedno s običajima njihova posvećenja i ritualnog obožavanja, je upisan na UNESCO-ov popis nematerijalne svjetske baštine u Europi 2008. god.
Litvanski monumentalni drveni križevi su u 19. stoljeću, u vrijeme kada je Litva pripojena pravoslavnom Ruskom Carstvu, postali simbolom vjerskog identiteta Litvanaca. Njihova simbolična uloga je samo pojačana tijekom sovjetskog režima, iako su križevi bili službeno zabranjeni.
Obrtnici koji su pravili ove križeve su bili poznati kao kryždirbiai, a putovali su širom Litve praveći križeve. Najcjenjeniji samouki umjetnik i vrsni tesar križeva bio je Vincas Svirskis (1835. – 1916.) čiji su križevi, nekad po cijeloj zemlji, danas u mnogim muzejima.
Danas se, kao i u prošlosti, vještina izrade križeva ne uči u školama nego se prenosi kroz neformalnu naobrazbu. Najveća prijetnja ovoj tradiciji je egzodus sela i gubljenje raznolikosti zbog utjecaja masovnih medija. Zbog toga, iako pod skrbi svojih župa, potrebna je organiziranija zaštita ovih tradicija.
- Veliki križ u selu Gatakiemis, općina i okrug Utena
- Križ za 146. godišnjicu kalvarije Vepriai sa skulpturom „tužnog Isusa” (Rūpintojėlis)
- Križevi uz groblje u Kaunasu
- Križ u selu kod Dovainonysa
- Križ u selu Paaluonys, Kedainiai

## Poveznice
- Hačkari, armenski kameni križevi

## Vanjske poveznice
- Križoobrt  Arhivirana inačica izvorne stranice od 16. lipnja 2008. (Wayback Machine), Sveučilište u Vilniusu (engl.)
- Litvanski klesari križeva održavaju tradiciju, Reuters (engl.)